# Aerangis jacksonii
Aerangis jacksonii é uma espécie de orquídea monopodial epífita, família Orchidaceae, que habita Uganda.